# Нельмач
Нельмач — река в России, протекает по Парабельскому району Томской области. Устье реки находится в 143 км по левому берегу реки Парабель. Длина реки составляет 23 км. В устье находится село Нельмач.

## Этимология
Гидроним выводится Эрикой Беккер из селькупского нё — «дочь» и мач — «лес, яр», то есть «дочерний яр», также нял маҗь — голая тайга.

## Данные водного реестра
По данным государственного водного реестра России относится к Верхнеобскому бассейновому округу, водохозяйственный участок реки — Обь от впадения реки Кеть до впадения реки Васюган, речной подбассейн реки — Кеть. Речной бассейн реки — (Верхняя) Обь до впадения Иртыша.
Код объекта в государственном водном реестре — 13010700112115200029499.